# Nautofon

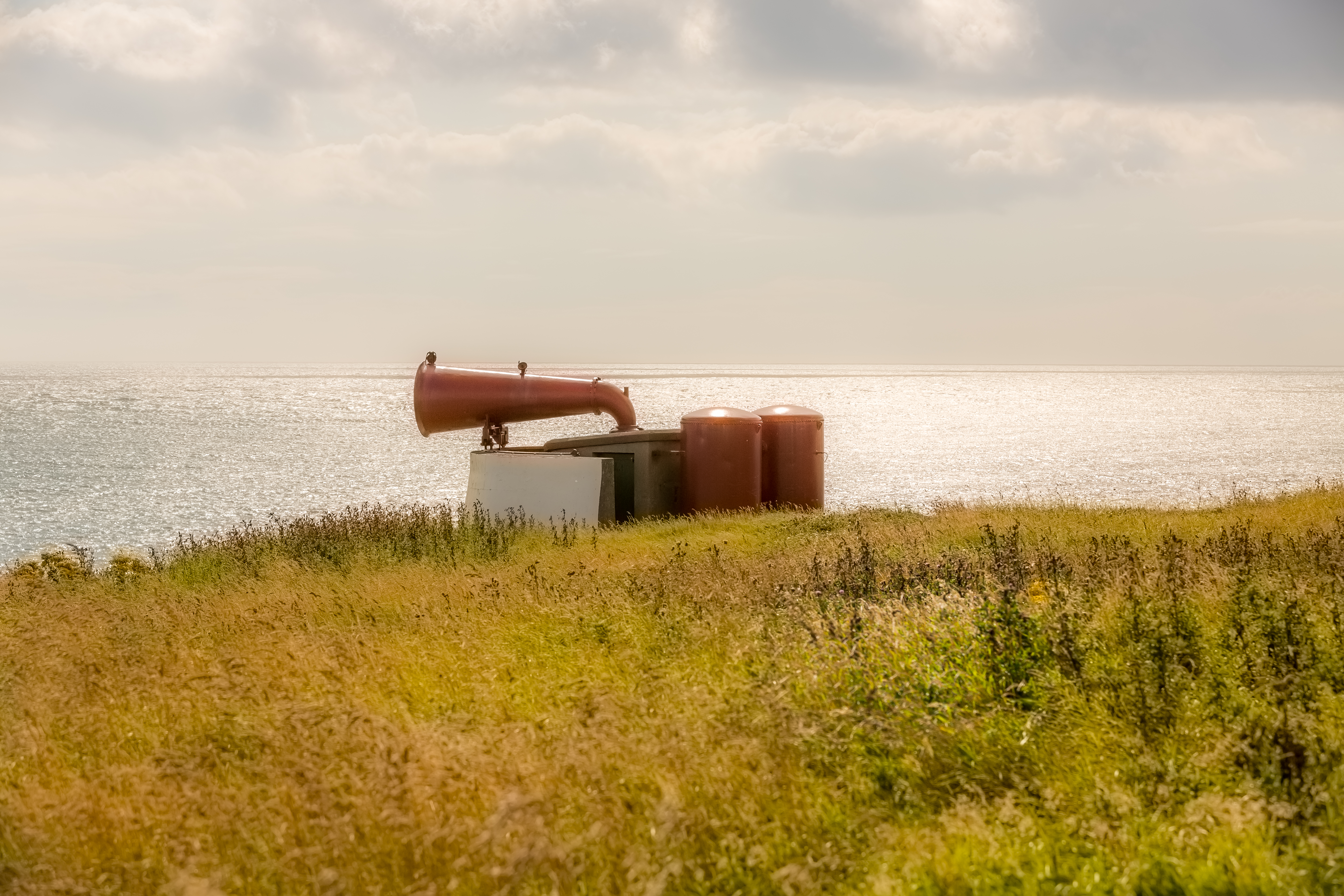
Nautofon v Aberdeenu

Nautofon (anglicky: foghorn, německy: nebelhorn) je zvukové zařízení umístěné na lodích a stálých navigačních bodech. Slouží k vydávání zvukových signálů za mlhy na moři, které varují lodi před mělčinami, útesy nebo jiným nebezpečím. Zvuk nautofonů se mohl nést až do vzdálenosti 20 km.
Zvuk je vytvářen chvěním membrán pomocí stlačeného vzduchu nebo elektromagnetickým impulzem.

## Historie
Předchůdcem nautofonů byly zvony nebo gongy. U majáku bylo instalováno malé dělo, které svým výstřelem varovalo lodi v mlze. V USA se nautofon používal i v místech, kde byl k dispozici parní zdroj.
První automatizovaný nautofon byl zkonstruován skotským emigrantem Robertem Foulisem. Foulis slyšel hrát svou dceru na klavír v dálce v noční mlze. Uvědomil si, že jsou lépe slyšet nízké tóny nežli vysoké. Navrhl přístroj, který vydával nízkofrekvenční zvuk. Svůj vynález předložil komisi pro majáky. Jeho vynález si přivlastnil T. T. Vernon Smith. Na ostrově Partridge byl postaven první nautofon v roce 1859.